# لوح الطين

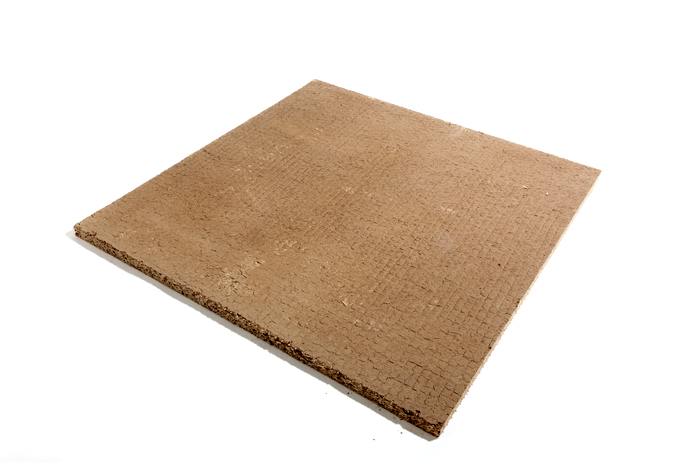
صورة للوح طين

لوح الطين عبارة عن لوح مصنوع من الطين مع إضافات متنوعة مثل الرمل والماء والألياف الخشبية وأحيانًا ما تضاف مكونات أخرى مثل النشا. غالبًا ما تشمل هذه العملية استخدام ألياف نفايات غنية بالسليلوز. لتحسين مقاومته للكسر تدعم الألواح الطينية عادة بطبقة خلفية من القماش الخشن أو مواد مشابهة.
تعد ألواح الجدران الطينية خيارًا مستدامًا بديلاً عن ألواح الجبس التقليدية، وهي مناسبة للوضع في الجدران والأسقف الداخلية. يمكن تركيبها على إطارات خشبية أو معدنية، وعادة ما تُستكمل بجص تشطيبي مصنوع من الطين.

## الخصائص الإنشائية
تتميز الألواح بخصائص مقاومة للحريق ومستويات متوسطة من العزل الصوتي. نظرًا لمكون الطين ، لديهم القدرة على امتصاص كميات كبيرة من الرطوبة من خلال الجبص والمساعدة في حماية المباني الضعيفة من الرطوبة الزائدة الناتجة عن المعيشة الحديثة.

## المعالجة
تستخدم الألواح الطينية للبناء الجاف لكسوة الجدران والسقف والأصداف المواجهة. تثبت الألواح على ملف تعريف فولاذي أو إطار خشبي من خلال مسامير. يمكن نشر الألواح باستخدام أدوات قياسية مثل سكين القاطع أو المنشار أو المنشار الدائري. تحتوي مفاصل الألواح الطينية غالبًا على تصميم لسان وأخدود لتسهيل التركيب. يتم تعزيز المفاصل باستخدام نسيج من الألياف الزجاجية، ثم يتم ملؤها بالطين لضمان التماسك. يمكن تثبيت ألواح الطين بشكل رأسي أو أفقي حسب التصميم المطلوب. بعد التركيب، يمكن معالجة الجدران أو الأسقف المغطاة بالألواح الطينية بطبقة من جص الطين أو طلاءها مباشرة باستخدام طلاء خاص بالطين.

## التدفئة والتبريد
الطين مادة بناء مثالية للتركيبات مع التدفئة والتبريد. ومع ذلك ، قبل تطوير ألواح الحوائط الجافة المصنوعة من الصلصال ، لا يمكن وضع عناصر تسخين الجدار إلا في جص من الطين. وفي الوقت نفسه ، تقدم بعض الشركات المصنعة ألواح بناء من الطين مع أنابيب تدفئة وتبريد مدمجة. وهذا يجعل تركيب التدفئة والتبريد في البناء الجاف على الجدران والأسقف أسهل بكثير.

## التطبيقات
- الجدار الداخلي ولوحة السقف
- لوحة الحائط الفاصل للمنطقة
- اللوحة الداعمة والبطانة
- ركائز للطلاء وأنظمة العزل
- نظم المناخ الطيني. [6]